# 800 meter för damer i friidrott vid olympiska sommarspelen 2008
Damernas 800 meter i Olympiska sommarspelen 2008 ägde rum 15 - 18 augusti i Pekings Nationalstadion.
Kvalificeringsstandarden var 2.00,00 min (A standard) och 2.01,30 min (B standard). 

## Medaljörer
| Event     | Guld                | Guld    | Silver                 | Silver  | Brons                  | Brons   |
| 800 meter | Pamela Jelimo Kenya | 1.54,87 | Janeth Jepkosgei Kenya | 1.56,07 | Hasna Benhassi Marocko | 1.56,73 |

## Rekord
Före tävlingarna gällde dessa rekord:
| Världsrekord     | Tjeckoslovakien Jarmila Kratochvílová | 1.53,28 | München, Tyskland | 26 juli 1983 |
| Olympiskt rekord | Sovjetunionen Nadezjda Olizarenko     | 1.53,43 | Moskva, Ryssland  | 27 juli 1980 |

## Resultat
- Q innebär avancemang utifrån placering i heatet.
- q innebär avancemang utifrån total placering.
- DNS innebär att personen inte startade.
- DNF innebär att personen inte fullföljde.
- DQ innebär diskvalificering.
- NR innebär nationellt rekord.
- OR innebär olympiskt rekord.
- WR innebär världsrekord.
- WJR innebär världsrekord för juniorer
- AR innebär världsdelsrekord (area record) i detta fall afrikanskt rekord
- PB innebär personligt rekord.
- SB innebär säsongsbästa.

### Försöksheat
| Placering | Heat | Namn                       | Nationalitet                 | Tid     | Noteringar |
| --------- | ---- | -------------------------- | ---------------------------- | ------- | ---------- |
| 1         | 4    | Maria Mutola               | Moçambique                   | 1.58,91 | Q, SB      |
| 2         | 4    | Marilyn Okoro              | Storbritannien               | 1.59,01 | Q          |
| 3         | 4    | Lucia Klocova              | Slovakien                    | 1.59,42 | Q          |
| 4         | 4    | Tamsyn Lewis               | Australien                   | 1:59.67 | q          |
| 5         | 6    | Janeth Jepkosgei           | Kenya                        | 1:59.72 | Q          |
| 6         | 6    | Tetjana Petljuk            | Ukraina                      | 2:00.00 | Q          |
| 7         | 4    | Neisha Bernard-Thomas      | Grenada                      | 2:00.09 | q, NR      |
| 8         | 6    | Brigita Langerholc         | Slovenien                    | 2:00.13 | Q          |
| 9         | 6    | Eglė Balčiūnaitė           | Litauen                      | 2:00.15 | q, PB      |
| 10        | 2    | Julija Krevsun             | Ukraina                      | 2:00.21 | Q          |
| 11        | 6    | Elisa Cusma Piccione       | Italien                      | 2:00.24 | q          |
| 12        | 2    | Tatjana Andrianova         | Ryssland                     | 2:00.31 | Q          |
| 13        | 2    | Jennifer Meadows           | Storbritannien               | 2:00.33 | Q          |
| 14        | 5    | Zulia Calatayud            | Kuba                         | 2:00.34 | Q          |
| 15        | 2    | Sviatlana Usovitj          | Belarus                      | 2:00.42 | q, SB      |
| 16        | 5    | Hasna Benhassi             | Marocko                      | 2:00.51 | Q          |
| 17        | 5    | Jekaterina Kostetskaja     | Ryssland                     | 2:00.54 | Q          |
| 18        | 5    | Olga Cristea               | Moldavien                    | 2:00.59 | q, PB      |
| 19        | 5    | Hazel Clark-Riley          | USA                          | 2:01.59 |            |
| 20        | 1    | Svetlana Kljuka            | Ryssland                     | 2:01.67 | Q          |
| 21        | 6    | Carmo Tavares              | Portugal                     | 2:01.91 |            |
| 22        | 1    | Rosibel García             | Colombia                     | 2:01.98 | Q          |
| 23        | 2    | Marian Burnett             | Guyana                       | 2:02.02 |            |
| 24        | 1    | Anna Rostkowska            | Polen                        | 2:02.11 | Q          |
| 25        | 1    | Jemma Simpson              | Storbritannien               | 2:02.16 |            |
| 26        | 1    | Agnes Samaria              | Namibia                      | 2:02.18 |            |
| 27        | 2    | Alice Schmidt              | USA                          | 2:02.33 |            |
| 28        | 5    | Mihaela Neacsu             | Rumänien                     | 2:03.03 |            |
| 29        | 1    | Madeleine Pape             | Australien                   | 2:03.09 |            |
| 30        | 3    | Pamela Jelimo              | Kenya                        | 2:03.18 | Q          |
| 31        | 3    | Kenia Sinclair             | Jamaica                      | 2:03.76 | Q          |
| 32        | 3    | Elodie Guegan              | Frankrike                    | 2:03.85 | Q          |
| 33        | 3    | Merve Aydın                | Turkiet                      | 2:04.75 |            |
| 34        | 3    | Annabelle Lascar           | Mauritius                    | 2:06.11 | PB         |
| 35        | 3    | Marcela Britos             | Uruguay                      | 2:08.98 |            |
| 36        | 1    | Baraah Awadallah           | Jordanien                    | 2:18.41 | SB         |
| 37        | 2    | Haley Nicole Nemra         | Marshallöarna                | 2:18.83 |            |
| 38        | 4    | Emilia Mikue Ondo          | Ekvatorialguinea             | 2:20.69 |            |
| 39        | 5    | Aishath Reesha             | Maldiverna                   | 2:30.14 | PB         |
| 98        | 4    | Nicole Teter               | USA                          | DNF     |            |
| 99        | 6    | Mireille Derebona-Ngaisset | Centralafrikanska republiken | DQ      |            |
| 99        | 3    | Vanja Perišić              | Kroatien                     | 2:06.82 | DSQ        |

### Semifinaler
| Placering | Heat | Namn                   | Nationalitet   | Tid     | Noteringar |
| --------- | ---- | ---------------------- | -------------- | ------- | ---------- |
| 1         | 3    | Janeth Jepkosgei       | Kenya          | 1.57,28 | Q, SB      |
| 2         | 2    | Pamela Jelimo          | Kenya          | 1.57,31 | Q          |
| 3         | 3    | Julija Krevsun         | Ukraina        | 1.57,32 | Q, PB      |
| 4         | 2    | Hasna Benhassi         | Marocko        | 1:58.03 | Q, SB      |
| 5         | 3    | Tatjana Andrianova     | Ryssland       | 1:58.16 | q          |
| 6         | 3    | Kenia Sinclair         | Jamaica        | 1:58.28 | q, SB      |
| 7         | 1    | Svetlana Kljuka        | Ryssland       | 1:58.31 | Q          |
| 8         | 2    | Jekaterina Kostetskaja | Ryssland       | 1:58.33 |            |
| 9         | 1    | Maria Mutola           | Moçambique     | 1:58.61 | Q, SB      |
| 10        | 2    | Zulia Calatayud        | Kuba           | 1:58.78 | SB         |
| 11        | 1    | Lucia Klocova          | Slovakien      | 1:58.80 |            |
| 12        | 2    | Anna Rostkowska        | Polen          | 1:58.84 |            |
| 13        | 1    | Tetjana Petljuk        | Ukraina        | 1:59.27 |            |
| 14        | 1    | Rosibel García         | Colombia       | 1:59.38 | NR         |
| 15        | 2    | Jennifer Meadows       | Storbritannien | 1:59.43 |            |
| 16        | 3    | Elisa Cusma Piccione   | Italien        | 1:59.52 |            |
| 17        | 1    | Marilyn Okoro          | Storbritannien | 1:59.53 |            |
| 18        | 1    | Brigita Langerholc     | Slovenien      | 2:00.00 |            |
| 19        | 3    | Olga Cristea           | Moldavien      | 2:00.12 | PB         |
| 20        | 1    | Tamsyn Lewis           | Australien     | 2:01.41 |            |
| 21        | 3    | Neisha Bernard-Thomas  | Grenada        | 2:01.84 |            |
| 22        | 2    | Eglė Balčiūnaitė       | Litauen        | 2:02.59 |            |
| 23        | 2    | Sviatlana Usovitj      | Belarus        | 2:02.79 |            |
| 99        | 3    | Elodie Guegan          | Frankrike      | DNF     |            |

### Final
| Placering | Bana | Namn                     | Resultat | Noteringar |
| --------- | ---- | ------------------------ | -------- | ---------- |
| 1         | 4    | Pamela Jelimo (KEN)      | 1.54,82  | WJR, AR    |
| 2         | 7    | Janeth Jepkosgei (KEN)   | 1.56,02  | PB         |
| 3         | 8    | Hasna Benhassi (MAR)     | 1.56,68  | SB         |
| 4         | 6    | Svetlana Kljuka (RUS)    | 1.56,89  | PB         |
| 5         | 2    | Maria Mutola (MOZ)       | 1.57,27  | SB         |
| 6         | 3    | Kenia Sinclair (JAM)     | 1.58,19  | SB         |
| 7         | 9    | Julija Krevsun (UKR)     | 1.58,73  |            |
| 8         | 5    | Tatjana Andrianova (RUS) | 2.02,63  |            |